# Колонна княгини Ливен
Колонна княгини Ливен — памятник архитектуры. Расположен в Павловске, в Павловском парке на Парадном поле.

## История и описание
Колонна княгини Ливен установлена в 1840-е годы в Павловском парке на полуострове между Центральным и Средним Розовопавильонными прудами напротив Константиновского дворца. Перенесена на это место из Мариентальского парка, с левого берега реки Славянки, «от оранжерей, подле которых была дача Вилламова», с верхней круглой площадки Дерновой лестницы «в новом пруде под оранжереями», где была сооружена в 1793 г. каменных дел мастером Планидо Карловичем Висконти (1741—1823) и изображена на картине Иоганна Якоба Меттенлейтера «Гуляние на Мариентальском пруду», 1793 г.
Мариентальский парк не был первоначальным местом установки колонны: колонна, которую тогда завершала статуя Флоры, позже утраченная, изначально была установлена в Павловском парке в районе Левобережье, при въезде в павловскую усадьбу, на поляне, недалеко от современных Чугунных ворот, о чем свидетельствует План Паульлюста 1780 года. Не исключено, что автором колонны является Антонио Ринальди, создавший аналогичные памятники в Царском Селе, в частности, Морейскую колонну.
На новом, третьем по счёту, месте колонну стали называть «Колонна княгини Ливен» в память о воспитательнице детей Павла I .
Круглая колонна с тосканской капителью на квадратном в плане пьедестале, установленном на стилобате, с фрагментом полного антаблемента и постаментом с шаром на пике в завершении.
Стилобат четырёхступенчатый, выложен из плит пудостского камня. Пьедестал с профильными карнизом и базой из розового гранита с мелкозернистой структурой. Фуст колонны круглый в сечении, нижний диаметр 30 см, из чёрно-белого гранита, с базой и капителью из гранита и белого мрамора. База колонны составлена из мраморного плинта в виде квадратной плиты, мраморного торуса и гранитного трохилуса. Капитель колонны образуют гранитный эхин, мраморный импост и мраморная абака. Квадратный в плане фрагмент антаблемента с каждой стороны состоит из простого и гладкого архитрава с регулой, нижняя поверхность которой украшена шестью гуттами, тении, метопно-триглифного фриза и выносного карниза с поясом иоников. На карнизе расположен кубический мраморный постамент с металлическим / медным вызолоченным шаром на пике (утрачен в 1930-е годы). Ограждение выполнено в виде четырёх круглых в сечении гранитных столбиков, установленных по углам стилобата, каждый с металлическим навершием из шишки пинии и четырёх листьев аканта, соединённых металлическими цепями (утрачены).

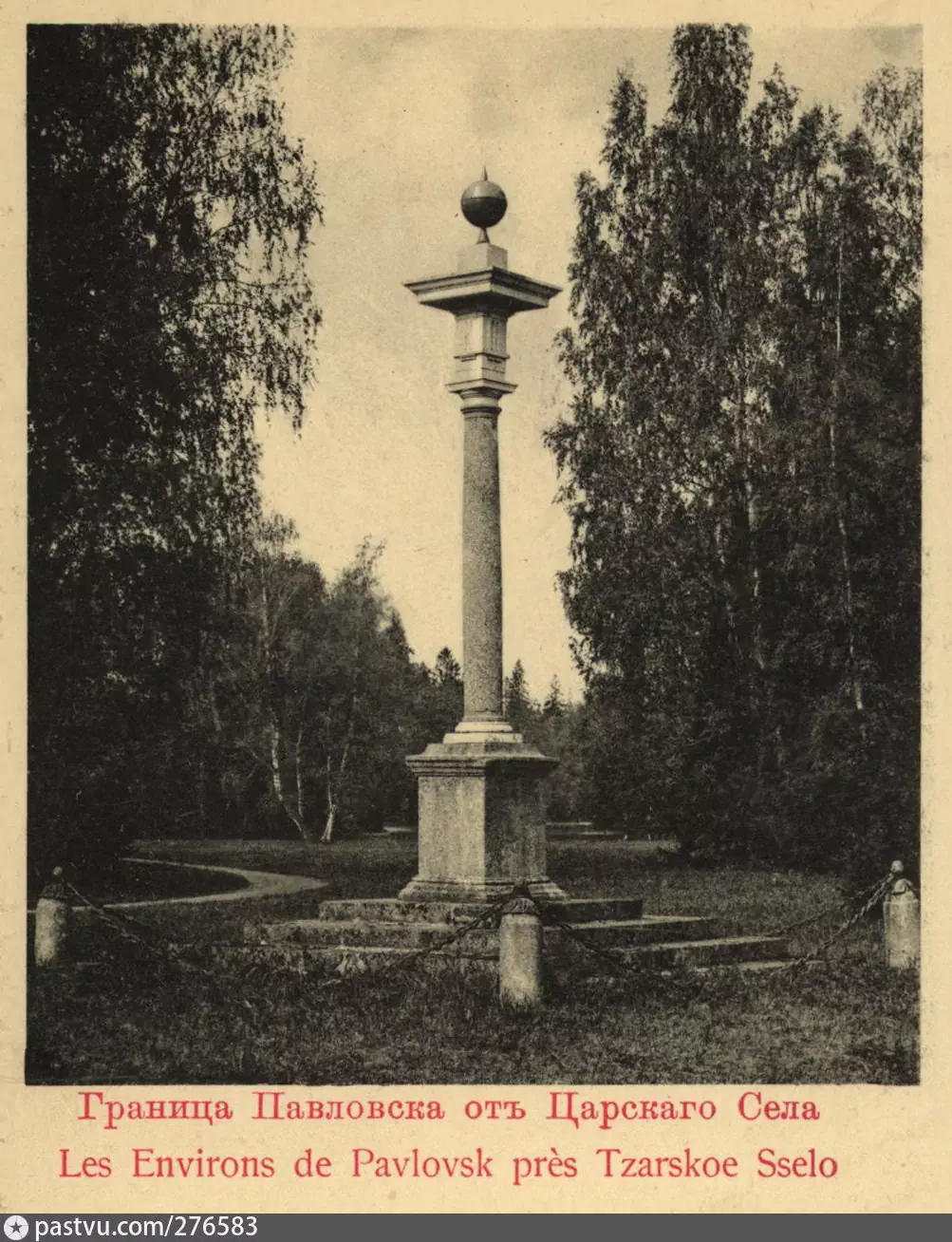
Изображение памятника на почтовой карточке 1890—1903 гг.
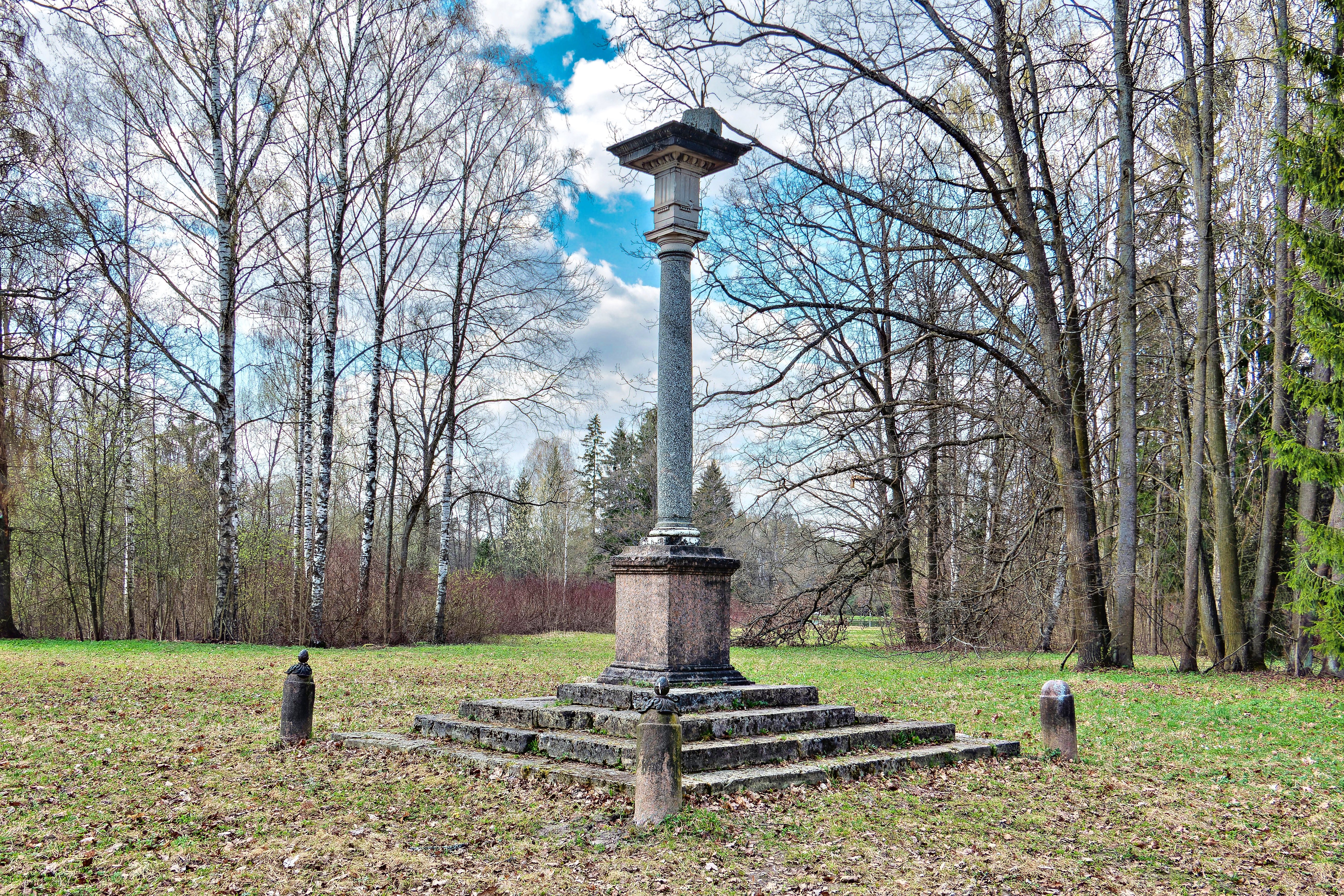
Южная сторона памятника. Фото весна 2023 г.
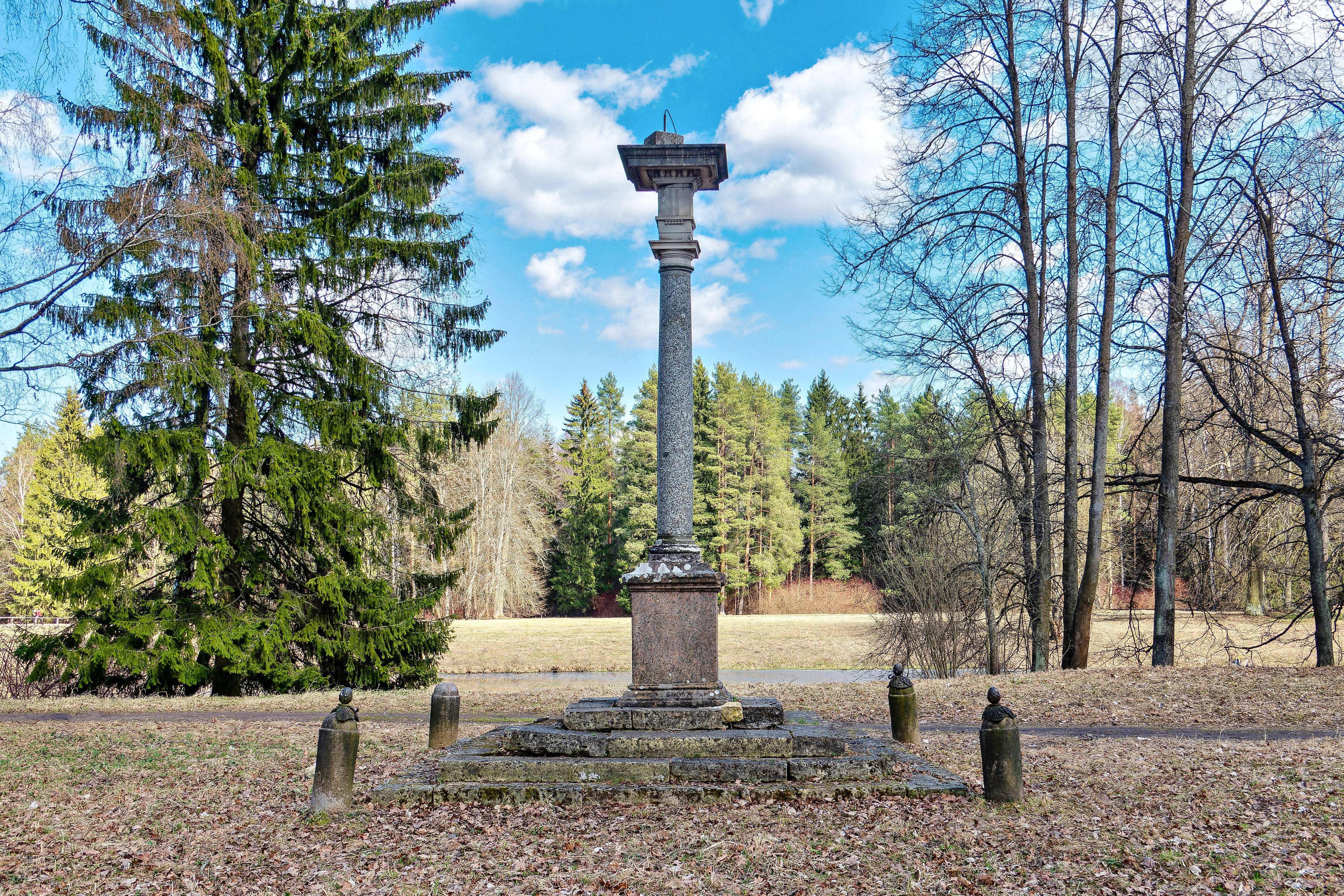
Юго-западная сторона памятника. Фото весна 2023 г.
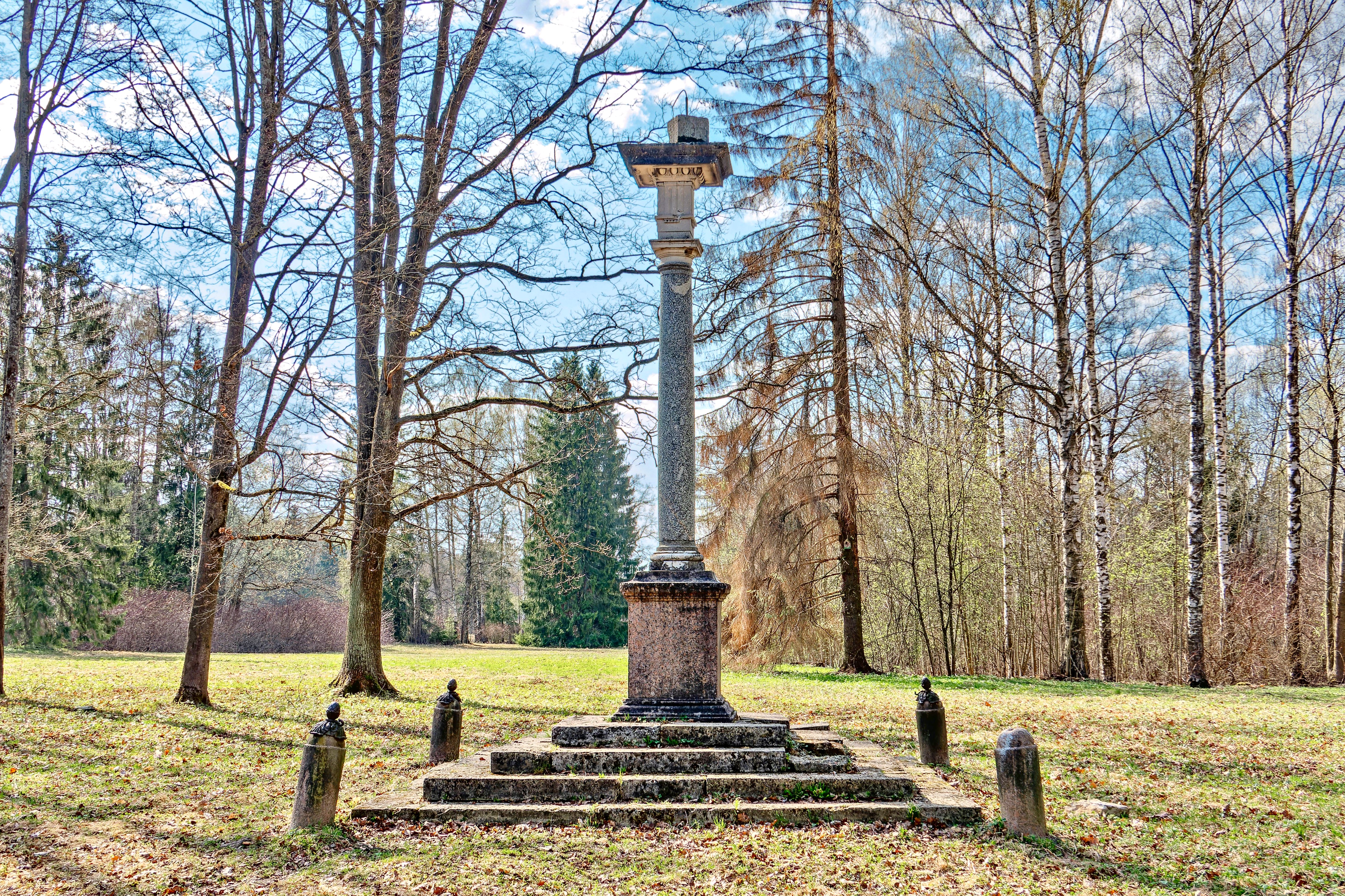
Северо-восточная сторона памятника. Фото весна 2023 г.